# Хаџи Халил-паша
Хаџи Халил-паша (тур. Hacı Halil Paşa; умро 1733) био је велики везир Османског царства од 21. августа 1716. до 26. августа 1717. године. Познат је као бранилац Београда приликом аустријске опсаде 1717. године.

## Биографија
Халил-паша је био албанског порекла. Напредовао је до корпуса бостанџија. Године 1694. дао је оставку и отишао у Багдад, где је ступио у службу тамошњег управника. Године 1711. поверена му је команда над корпусом бостанџија. Понео је титулу бостанџипаше. Изабран је за беглербега Ерзурума. Међутим, Халил-паша није служио у Ерзуруму због избијања Аустријско-турског рата (1716-1718). Пребачен је на европски фронт и поверена му је управа над Београдом. Убрзо ће Халил-паша достићи врхунац своје каријере. Велики везир Силахдар Дамад Али-паша страдао је у бици код Петроварадина 5. августа 1716. године. На предлог официра, султан је именовао Халил-пашу за новог великог везира. Велики везир је командовао одбраном Београда приликом аустријске опсаде. Аустријанце је предводио чувени Еуген Савојски. Београд је био стратешки веома значајан, као погранично утврђење између Аустрије и Османског царства. О његовом значају сведоче и борбе које су се на тим просторима водиле током Великог бечког рата. Еуген Савојски је успео да заузме Београд и порази Халил-пашу. Због пораза, Халил-паша је смењен са положаја великог везира 26. августа 1717. године. На његово место је постављен Нишанчи Мехмед-паша. Халил-паша је осуђен на смрт, али се скривао у Истанбулу. Откривен је 7. јуна 1720. године, али је помилован. Постао је 1727. године гувернер санџака Негропонт у Грчкој. Следеће године постављен је за управника Крита. Тамо је и умро 1733. године. 